# Gundolf Winter
Gundolf Winter (* 30. April 1943 in Münster; † 25. Januar 2011) war ein deutscher Kunsthistoriker.

## Leben
Er studierte Architektur an der TU Berlin und Kunstgeschichte, Archäologie und Philosophie in Gießen, Wien und Paris studiert. 1972 wurde er an der Justus-Liebig-Universität Gießen promoviert. Er war Assistent an der Ruhr-Universität Bochum, wo er 1981 habilitiert wurde. In Siegen hatte er ab 1984 bis zu seinem Ruhestand 2008 den Lehrstuhl für Kunstgeschichte inne.

## Schriften (Auswahl)
- J. C. Schlaun, das Gestaltungsprinzip und seine Quellen. Münster 1973, OCLC 938776778.
- Zwischen Individualität und Idealität. Die Bildnisbüste. Studien zu Thema, Medium, Form und Entwicklungsgeschichte. Stuttgart 1985, ISBN 3-87838-441-6.
- Paul Gauguin, Jakobs Kampf mit dem Engel oder Vision nach der Predigt. Eine Kunst-Monographie. Frankfurt am Main 1992, ISBN 3-458-33087-9.
- Bilderräume. Schriften zu Skulptur und Architektur. Paderborn 2014, ISBN 3-7705-5400-0.